# Pleven (region)
Pleven oblast (bulgariska: Област Плевен) är en av 28 regioner (oblast) med 244 209 invånare (2017) och omfattar 4 333,54 km². Regionen är belägen i norra Bulgarien med Donau som gräns mot Rumänien. Den största staden i regionen har samma namn som regionen, Pleven.

## Administrativ indelning av Pleven oblast
Pleven är indelat i 11 kommuner:
- Belene
- Guljantsi
- Dolni Dăbnik
- Dolna Mitropolija
- Iskăr
- Knezja
- Levski
- Nikopol
- Pleven
- Pordim
- Tjerven brjag